# Orsa–Härjeådalens Järnvägsaktiebolag
Die Orsa–Härjeådalens Järnvägsaktiebolag war eine private Eisenbahngesellschaft in Schweden.

## Geschichte
Die Orsa–Härjeådalens Järnvägsaktiebolag wurde gegründet, um eine Bahnstrecke von Orsa in der (historischen) Provinz Dalarna nach Sveg in der Provinz Härjedalen zu errichten. Sie schloss an die Bahnstrecke Falun–Orsa an, die seit 1891 befahren wurde. Diese zu erschließende Landschaft in Mittelschweden war vor allem durch Land- und Forstwirtschaft geprägt. Anteilseigner der Aktiebolag waren deshalb in erster Linie Anliegergemeinden und Interessenten aus der Forstwirtschaft. Die Konzession für die Strecke Orsa–Sveg wurde am 12. September 1900 erteilt und am 1. März 1901 auf die Orsa–Härjeådalens Järnvägsaktiebolag übertragen. Der Bau der normalspurigen, eingleisigen Strecke wurde von Folke Lundeberg geleitet. An der 123 km langen Strecke lagen sechs Bahnhöfe und sieben Halte- und Ladestellen. Die maximale Neigung der Strecke beträgt 14 ‰, der Mindestkurvenradius 400 m. Es wurden Stahlschienen mit einem Metergewicht von 27,5 kg verwendet. Die Schlussrechnung wies Baukosten in Höhe von 6.742.844 Kronen und 57 Øre aus. Die Strecke wurde für den öffentlichen Verkehr in zwei Abschnitten eröffnet:
- Orsa–Bäckedal (121 km) am 30. November 1908
- Bäckedal–Sveg (2 km) am 9. Februar 1909.

Mit der Bahn wurde in erster Linie Holz abtransportiert.

## Bauwerke
Herausragendes Bauwerk ist die Mankell-Brücke über den Ljusnan, mit drei Segmenten einer Spannweite von je 25 m und einem Bogen mit einer Spannweite von 45 m, unmittelbar vor dem damaligen Endbahnhof Sveg.
Weitere wichtige Brücken führen über den Ore älv bei Hansjö mit zwei Bögen von je 25 m Spannweite, über den Ämån mit vier Bögen mit je 9,6 m und einem Bogen mit 38,7 m Spannweite sowie über den Ore älv bei Älvho mit einem Bogen mit einer Spannweite von 22,5 m.

## Verstaatlichung
Als Statens Järnvägar die Strecke zwischen Sveg und Brunflo als Teil der Inlandsbahn baute und 1919 fertigstellen wollte, wurde erwogen, die Strecke zwischen Orsa und Sveg von der Orsa–Härjeådalens Järnvägsaktiebolag in staatlichen Besitz zu übernehmen, da diese privat betriebene Eisenbahn genau in der projektierten Trasse zwischen Gällivare und Kristinehamn lag. Die schlechte wirtschaftliche Lage der Privatbahngesellschaft führte zu einer raschen Einigung zwischen Aktionären und Staat. So beschloss der schwedische Reichstag 1918, die Strecke für den Preis von 7.648.800 Kronen zu übernehmen. Fahrzeuge waren im Kaufpreis nicht enthalten.
Die Übernahme durch SJ erfolgte zum 1. Januar 1919. Betrieblich ist die Strecke seitdem ein Teil der Inlandsbahn. Dazu musste ihr technischer Standard noch angeglichen und erhöht werden. Die bestehenden Gleise für Zugkreuzungen waren mit 350 Metern zu kurz und wurden zudem örtlich als Ladegleise verwendet. Die Bahnhofsgebäude waren zu klein und veraltet; es gab nicht genug Wohnraum für Mitarbeiter. Außerdem waren die Versorgungseinrichtungen für Kohle und Wasser sowie die Telegrafen- und Telefonleitungen unzureichend.
So forderte SJ vom Staat zur Angleichung des Standards 480.000 Kronen an, die bewilligt wurden. Damit wurden neue Kreuzungsbahnhöfe mit Abfertigungspersonal in Gråtbäck und Bodarsjön gebaut und die Gleisanlagen in Orsa, Tallhed, Emådalen, Älvho, Lillhamra, Tandsjöborg und Fågelsjö ausgebaut, die Empfangsgebäude in Emådalen, Älvho, Tandsjöborg und Fågelsjö ausgebaut sowie Bahnwärterhäuser errichtet. Wegen schlechter Wartung der Strecke in der Privatbahnzeit mussten Bahndämme erneuert und das Gleisbett verbessert werden.